# Phorbas fusifer
Phorbas fusifer är en svampdjursart som först beskrevs av Ridley och Arthur Dendy 1887.  Phorbas fusifer ingår i släktet Phorbas och familjen Hymedesmiidae. Inga underarter finns listade i Catalogue of Life.